# ان‌جی‌سی ۳۱۸
ان‌جی‌سی ۳۱۸ (انگلیسی: NGC 318) نام یک کهکشان عدسی در صورت فلکی ماهی است.